# Theology
Theology – album Sinéad O’Connor wydany 18 czerwca 2007 roku. Wydawnictwo zawiera dwa krążki - akustyczny Dublin Sessions oraz London Sessions nagrany z całym zespołem.
Pierwszym singlem z Theology został utwór „I Don't Know How to Love Him”, pochodzący z musicalu Jesus Christ Superstar. W lipcu 2007 album zadebiutował na 168. miejscu listy Billboard 200. W Polsce dotarł do 30. pozycji na liście OLiS.

## Lista utworów

### CD 1 - Dublin Sessions
1. „Something Beautiful” (O’Connor) - 5:29
2. „We People Who Are Darker Than Blue” (Curtis Mayfield) - 3:56
3. „Out of the Depths” (O’Connor) - 5:06
4. „Dark I Am Yet Lovely” (O’Connor) - 4:11
5. „If You Had a Vineyard” (O’Connor) - 6:18
6. „Watcher of Men” (O’Connor/Tomlinson) - 2:34
7. „33" (O’Connor/Tomlinson) - 2:33
8. „The Glory of Jah” (O’Connor/Tomlinson) - 3:32
9. „Whomsoever Dwells” (O’Connor/Tomlinson) - 2:53
10. „Rivers of Babylon” (tradycyjna) - 3:39
11. „Hosanna Filio David” (tradycyjna) - 00:44

### CD 2 - London Sessions
1. „Something Beautiful” (O’Connor) - 5:15
2. „We People Who Are Darker Than Blue” (Curtis Mayfield) - 4:25
3. „Out of the Depths” (O’Connor) - 5:03
4. „33" (O’Connor/Tomlinson) - 2:43
5. „Dark I Am Yet Lovely” (O’Connor) - 3:31
6. „I Don't Know How to Love Him” (Andrew Lloyd Webber/Tim Rice) - 4:13
7. „If You Had a Vineyard” (O’Connor) - 6:34
8. „The Glory of Jah” (O’Connor/Tomlinson) - 4:56
9. „Watcher of Men” (O’Connor/Tomlinson) - 3:18
10. „Whomsoever Dwells” (O’Connor/Tomlinson) - 5:34
11. „Rivers of Babylon” (tradycyjna) - 4:28